# Karl Uschner
Karl August Wilhelm Uschner (* 1. August 1802 in Lübben; † 26. Juli 1876 in Oppeln) war ein deutscher Dichter und Übersetzer antiker Dichtungen. Sein Sohn ist der Dichter und Bühnenautor K. R. W. Uschner (* 30. Mai 1834 in Wittenberg).

## Leben
Karl Uschner, geboren in der Niederlausitz, besuchte das Lyzeum seiner Heimatstadt, ab 1817 das Gymnasium in Luckau und studierte seit 1820 in Leipzig und Berlin Jura. Im Jahre 1823 trat er als Auskultator beim Stadtgericht in Berlin in den Staatsdienst und wurde 1825 Referendar am Oberlandesgerichts Frankfurt (Oder), 1828 Assessor am Oberlandesgericht Marienwerder, 1832 Landesgerichtsrat in Wittenberg und schließlich 1836 Oberlandesgerichtsrat in Ratibor. 1868 als Geheimer Justizrat in den Ruhestand getreten, starb er am 26. Juli 1876 in Oppeln.
Auf Anregung seines jüngeren Bruders, des Historienmalers Julius Uschner, veröffentlichte er Erzählungen und Gedichte. Später widmete er sich der Übersetzung antiker Dichtungen.

„Uschner, der Uebersetzer des Catull, verbindet mit der metrischen und, was damit Hand in Hand gehen muß, sprachlichen, d. i. wort(!)- und satzbildnerischen Vollendung eine glückliche Anempfindung und Wiedergabe der Individualität des Catull, welche gesteigerte Sensibilität mit reizender Schalkhaftigkeit zur Schau trägt […].“

1832 heiratete Uschner Agnes Wilhelmine Löscher, die bereits am 25. August 1835 starb. Mit ihr hatte er zwei Kinder.

## Werke
- Skizzen von Julian. Erzählungen und Gedichte. Eyraud, Neuhaldensleben 1835; 2. Auflage mit dem Titel Skizzen. Abenteuer, Erzählungen und Phantasiestücke in Callot-Hoffmann’s Manier. Eyraud, Neuhaldensleben 1846
- Gedichte. Eyraud, Neuhaldensleben 1836
- Das Brevier der heiligen Rosalia. Neuhaldensleben 1837
- Mondrosen. Novellen, Zeitbilder und Humoresken. Königsberg 1846

### Übersetzungen (Auswahl)
- Ovid’s Verwandlungen in einer Auswahl. Im Versmaße der Urschrift übersetzt. Klemann, Berlin 1857
- Homer’s Gedichte. Im Versmaße der Urschrift übersetzt. In zwei Theilen. Erster Theil: Ilias. Hofmann, Berlin 1861 (Digitalisat bei Google Books)
- Homer’s Gedichte. Im Versmaße der Urschrift übersetzt. In zwei Theilen. Zweiter Theil: Odyssee. Hofmann, Berlin 1861 (Digitalisat bei Google Books)
- Anakreon’s Lieder. Im Versmaße der Urschrift übersetzt. Schroeder, Berlin 1864
- Hesiodos’ Gedichte. Im Versmaße der Urschrift übersetzt. Schroeder, Berlin 1865 (Digitalisat bei Google Books)
- Katull’s Gedichte. Im Versmaße der Urschrift übersetzt. Schroeder, Berlin 1866 (Digitalisat bei Google Books)